# Amatorculus cristinae
Amatorculus cristinae is een spinnensoort in de taxonomische indeling van de springspinnen (Salticidae).
Het dier behoort tot het geslacht Amatorculus. De wetenschappelijke naam van de soort werd voor het eerst geldig gepubliceerd in 2006 door Hipólito Ruiz López & Antonio D. Brescovit.